# Diospyros calycantha
Diospyros calycantha är en tvåhjärtbladig växtart som beskrevs av Otto Karl Anton Schwarz. Diospyros calycantha ingår i släktet Diospyros och familjen Ebenaceae. Inga underarter finns listade i Catalogue of Life.